# 小型犬浣熊
小型犬浣熊 (Bassaricyon neblina)是浣熊科犬浣熊属的一種哺乳動物，在2013年8月15日由美國科學家向全世界介紹這新發現的物種，過去被誤認為是體型較大的犬浣熊，它们生活在南美洲。

## 特征
小型犬浣熊有别于其他犬浣熊属内和蜜熊。其平均重量为900克（2磅），使得它成为最小的浣熊科属动物。小型犬浣熊的是杂食性食果动物，主要吃水果（如无花果）。它主要在夜间独自活动，深居简出。小型犬浣熊似乎是严格的树栖类动物，它们有一对乳房，而且很可能是一次只产一仔。